# آرتی شاو
آرتی شاو (انگلیسی: Artie Shaw؛ ۲۳ مهٔ ۱۹۱۰ – ۳۰ دسامبر ۲۰۰۴) یک موسیقی‌دان اهل ایالات متحده آمریکا و نوازنده کلارینت بود. وی بین سال‌های ۱۹۲۵ تا ۲۰۰۴ میلادی فعالیت می‌کرد. فیلم برنده جایزه اسکار، آرتی شاو: زمان چیزی است که به‌دست آورده‌ای در مورد او ساخته شده است.